# Municipio de Garden Plain (Kansas)
El municipio de Garden Plain (en inglés: Garden Plain Township) es un municipio ubicado en el condado de Sedgwick en el estado estadounidense de Kansas. En el año 2010 tenía una población de 1838 habitantes y una densidad poblacional de 19,89 personas por km².

## Geografía
El municipio de Garden Plain se encuentra ubicado en las coordenadas 37°41′19″N 97°39′1″O / 37.68861, -97.65028. Según la Oficina del Censo de los Estados Unidos, el municipio tiene una superficie total de 92.42 km², de la cual 92,26 km² corresponden a tierra firme y (0,18 %) 0,16 km² es agua.

## Demografía
Según el censo de 2010, había 1838 personas residiendo en el municipio de Garden Plain. La densidad de población era de 19,89 hab./km². De los 1838 habitantes, el municipio de Garden Plain estaba compuesto por el 97,88 % blancos, el 0,38 % eran afroamericanos, el 0,33 % eran amerindios, el 0,11 % eran asiáticos, el 0,27 % eran de otras razas y el 1,03 % eran de una mezcla de razas. Del total de la población el 1,25 % eran hispanos o latinos de cualquier raza.